# 140° westerlengte
140° westerlengte is een lengtegraad, onderdeel van geografische positieaanduiding in bolcoördinaten. 
Deze lengtegraad is van belang omdat 140° westerlengte de scheiding vormt tussen het gebied bewaakt door het Amerikaanse National Hurricane Center (ten oosten van 140° WL) en het Central Pacific Hurricane Center (ten westen van 140° WL, en ten oosten van de datumgrens). Deze scheiding heeft ook zijn impact op de naamgeving van orkanen. Oostelijk van 140° WL begint het seizoen op 15 mei, in het gebied westelijk ervan tot aan de datumgrens begint het seizoen op 1 juni, net als de Atlantische orkaanseizoenen. Voor beide gebieden eindigt het seizoen op 30 november. Tropische depressies, die zich ten oosten van 140° WL vormen, krijgen het achtervoegsel "-E" (East) achter hun nummer. Tropische depressies, die zich tussen de 140ste graad westerlengte en de datumgrens vormen, krijgen het achtervoegsel "-C" (Central). Als een tropische storm een naam krijgt uit het centrale gebied, staat achter de naam in het kopje '(C)' vermeld.
De lijn loopt vanaf de Noordpool naar de Noordelijke IJszee, Noord-Amerika, de Grote Oceaan, de Zuidelijke Oceaan en Antarctica naar de Zuidpool.
De meridiaan 140° westerlengte vormt een grootcirkel met de meridiaan 40° oosterlengte. De meridiaanlijn begint bij de Noordpool en eindigt bij de Zuidpool. De meridiaan 140° westerlengte gaat door de volgende landen, gebieden of zeeën.
| Land, gebied of zee | Nauwkeuriger gegevens                 |
| ------------------- | ------------------------------------- |
| Noordelijke IJszee  |                                       |
| Beaufortzee         |                                       |
| Canada              | Yukon                                 |
| Verenigde Staten    | Alaska                                |
| Grote Oceaan        |                                       |
| Frans-Polynesië     | Nuku Hiva                             |
| Grote Oceaan        |                                       |
| Zuidelijke Oceaan   |                                       |
| Antarctica          | Niet-toegeëigend gebied in Antarctica |